# Michael Stevens
Michael David Stevens, född 23 januari 1986 i Kansas City i Missouri, är en amerikansk utbildare, komiker, och Internetpersonlighet, mest känd som skaparen av Youtubekanalen Vsauce.

## Biografi
Stevens gick på University of Chicago, där han tog en kandidatexamen i neuropsykologi och engelsk litteratur 2008. I juli år 2016 gifte han sig med Marnie Stevens.